# ホリュル
ホリュル(Horjul)は、スロベニアの市である。